# 10-я улица Соколиной Горы
10-я у́лица Соколи́ной Горы́ — улица, которая располагается в Восточном административном округе города Москвы, в районе Соколиная Гора между проспектом Будённого и 2-м Вольным переулком, разделяясь на 2 части улицей Бориса Жигулёнкова. Слева примыкает 1-й Кирпичный переулок. На улице располагается один из входов на стадион «Крылья Советов».

## Происхождение названия
Своё название улица получила в 1956 году в честь бывшей слободы «Соколиная гора», находившейся там в XVII веке, в которой располагался «потешный» соколиный двор царя Алексея Михайловича. Со временем образовался ряд улиц с названием «Соколиная гора» с 1-й по 10-ю, но спустя некоторое время 1-ю, 2-ю, 4-ю, 6-ю и 7-ю улицы упразднили.

## Примечательные здания и сооружения
- Стадион «Крылья Советов»

По чётной стороне:
- № 10 — Здание бывшего детского сада № 36 постройки 1936[1] года

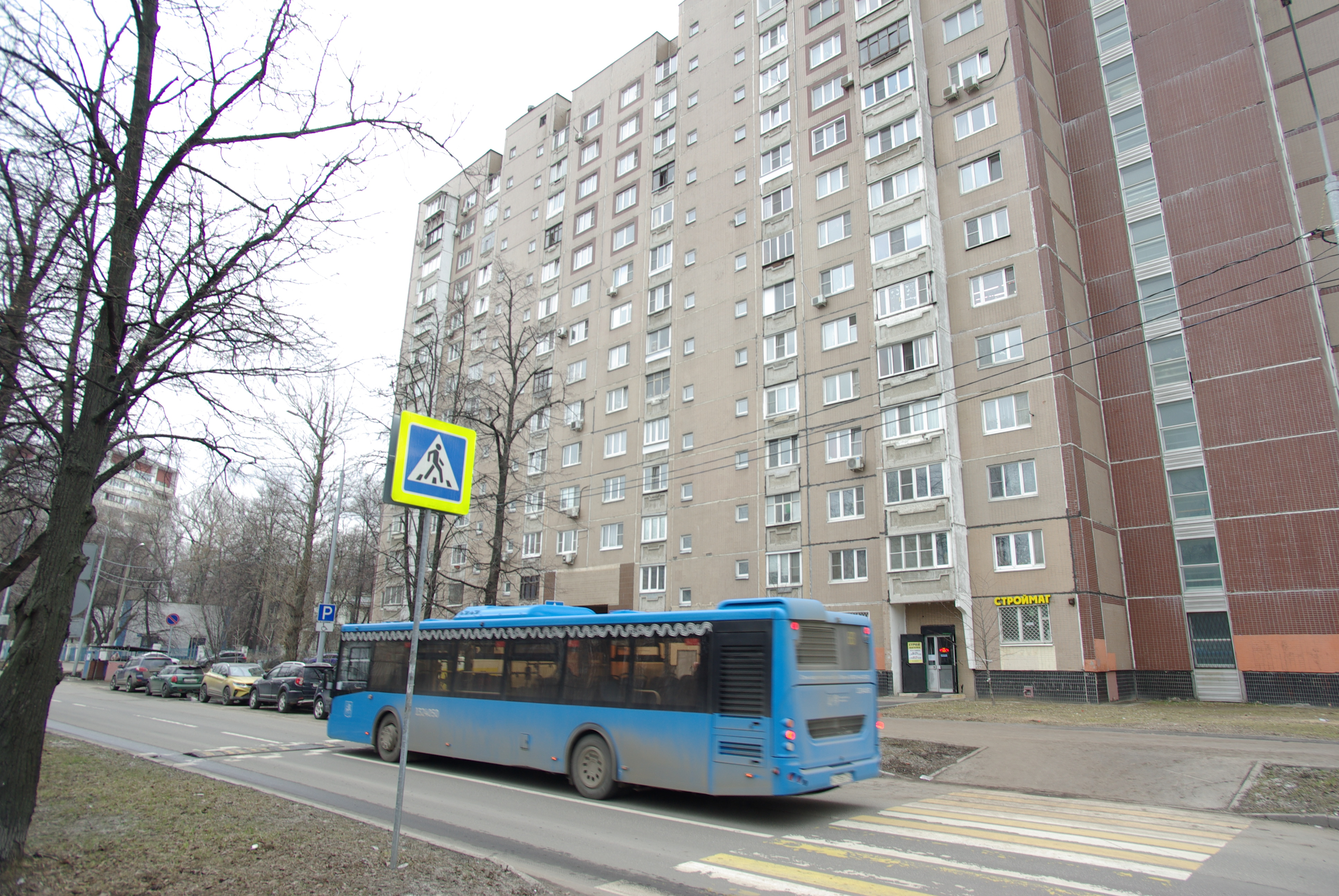
Дом № 6, корпус 1
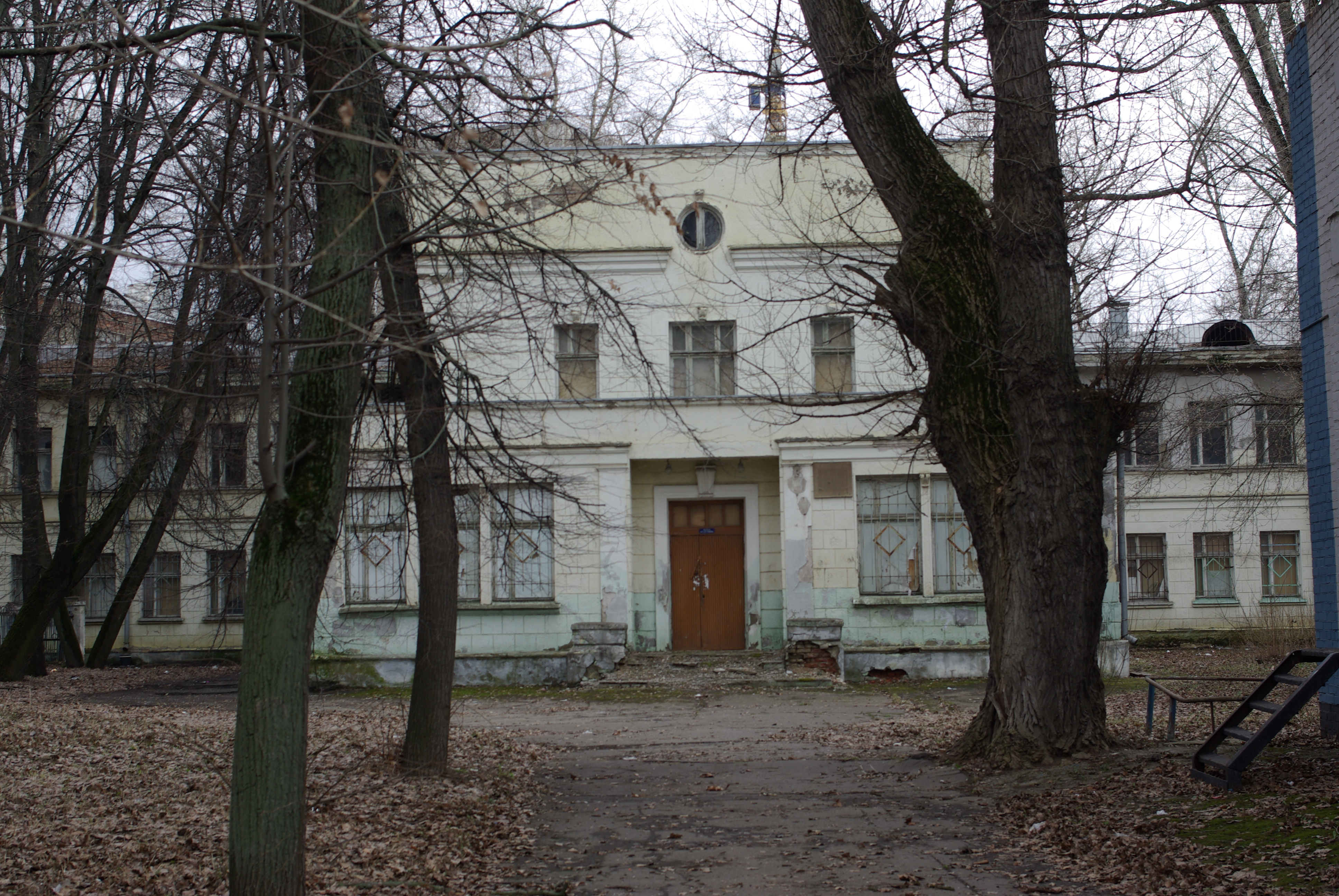
Дом № 10
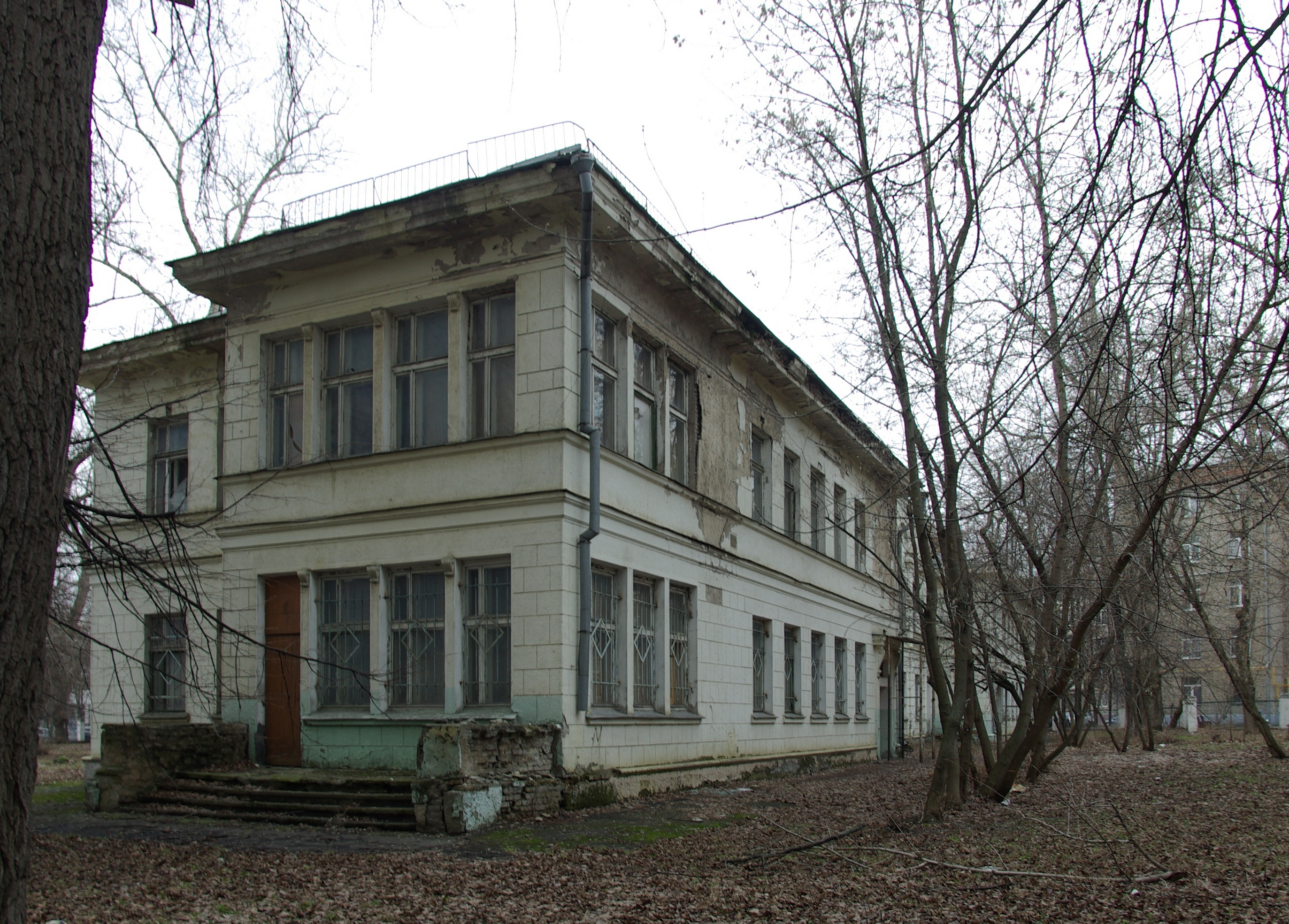
Дом № 10

## Транспорт
Остановка «10-я улица Соколиной Горы» (на проспекте Будённого)
Автобусы
| 83:                                                  | Перово • Шоссе Энтузиастов • Семёновская                                                                                |
| 141:                                                 | Улица Молостовых • Перово • Шоссе Энтузиастов • Соколиная Гора • Семёновская                                            |
| 469:                                                 | Перово • Шоссе Энтузиастов • Семёновская • Черкизовская                                                                 |
| 702:                                                 | Южное Измайлово • Шоссе Энтузиастов • Семёновская                                                                       |
| Ошибка: маршрут А 730 не описан в модуле НОТ Москвы. | |
| т32:                                                 | Уссурийская улица • Щёлковская • Черкизовская • Преображенская площадь • Сокольники • Электрозаводская • Гаражная улица |

«→» — остановки проходятся только при движении в прямом направлении; «←» — остановки проходятся только при движении в обратном направлении.
Трамваи
| 12: | Восточное Измайлово • Первомайская • Партизанская • Семёновская • Авиамоторная • Площадь Ильича • Пролетарская • Дубровка • Дубровка |
| 36: | Метрогородок • Бульвар Рокоссовского • Преображенская площадь • Семёновская • Шоссе Энтузиастов • Перово • Новогиреево • Новогиреево |

«→» — остановки проходятся только при движении в прямом направлении; «←» — остановки проходятся только при движении в обратном направлении.
Остановка «Улица Бориса Жигулёнкова, 2», автобусы
| 83:  | Перово • Шоссе Энтузиастов • Семёновская                                     |
| 141: | Улица Молостовых • Перово • Шоссе Энтузиастов • Соколиная Гора • Семёновская |

«→» — остановки проходятся только при движении в прямом направлении; «←» — остановки проходятся только при движении в обратном направлении.